# Ошська область
О́шська о́бласть (кирг. Ош облусу) — адміністративно-територіальна одиниця Киргизстану. Обласний центр — місто Ош, яке не входить до складу області. Населення 999 576 осіб (на 2009 рік).
Територія області займає південну частину країни і межує на заході з Баткенською, на півночі з Джалал-Абадською, на північному сході з Наринською областями; на сході з Китаєм, на півдні з Таджикистаном і північному заході з Узбекистаном. Ошська область займає площу в  29 200 км². 
Клімат – різко континентальний. Найбільші річки — Кизилсу, Ак-Буура та Карадарья, які використовуються для зрошення земель.
Є побратимом Києва.

## Історія
Область утворена 21 листопада 1939 року замість колишнього округу. 27 січня 1959 року об'єднана з Джалал-Абадською областю в єдину Ошську область. Станом на 1974 рік її площа становила 73,9 тисячі км², населення 1 377 тисяч чоловік. Ділилася на 14 адміністративних районів, мала 9 міст, 15 селищ міського типу. 28 жовтня 1966 року область нагороджено орденом Леніна.
У зв'язку з утворенням 5 жовтня 1980 року Таласької області, в її склад з Ошської області передані місто Кара-Куль, Токтогульський і новостворений Чаткальський райони. З Таласької області 15 травня 1984 року до складу Ошської області було повернуто Чаткальський район. У зв'язку з скасуванням Таласької і Наринської областей 5 жовтня 1988 року, до складу Ошської області передані з відповідних областей місто Кара-Куль, Токтогульський і Тогуз-Тороуський райони. Станом на 1989 рік її площа становила 77,6 тисяч км². Ділилася на 17 адміністративних районів, мала 10 міст, 14 селищ міського типу.
З утворенням нових областей 14 грудня 1990 року з Ошської області виділена Джалал-Абадська область. У західній частині Ошської області 13 жовтня 1999 року утворена нова Баткенська область, до якої включені в існуючих межах Баткенський, Кадамжайський, Лейлекський райони і міста Кизил-Кія і Сулюкта.
Нині поділяється на 7 районів: Алайський, Араванський, Кара-Кульджинський, Кара-Сууський, Ноокатський, Узгенський, Чон-Алайський.
Ошська область є побратимом міста Києва. 1 липня 2002 року між регіонами укладено Меморандум про співробітництво.

## Адміністративно-територіальний поділ
До складу області входять 7 районів:
- Алайський район
- Араванський район
- Кара-Кулджинський район
- Кара-Сууський район (включаючи ексклав Барак площею близько 4 км², оточений Андижанською областю Узбекистану)
- Ноокатський район
- Узгенський район
- Чон-Алайський район

## Національний склад
Станом на 1999 рік національний склад області (включаючи місто Ош), становив:
- Киргизи: 851 тис. осіб — 68,65%
- Узбеки: 266 тис. осіб — 27,89%
- Росіяни: 15 тис. осіб — 1,3%
- Турки: 11 тис. осіб — 0,9%
- Уйгури: 10 тис. осіб — 0,8%
- Татари: 7 тис. осіб — 0,6%
- Таджики: 6 тис. осіб — 0,5%
- Інші: 12 тис. осіб — 1,0%

|               | Чисельність в 1989 році | %        | Чисельність в 1999 році | %        | Чисельність в 2009 році | %        |
| ------------- | ----------------------- | -------- | ----------------------- | -------- | ----------------------- | -------- |
| всього        | 712 643                 | 100,00 % | 943 566                 | 100,00 % | 1 104 248               | 100,00 % |
| Киргизи       | 467 612                 | 65,62 %  | 647 422                 | 68,61 %  | 758 036                 | 68,65 %  |
| Узбеки        | 205 858                 | 28,89 %  | 261 776                 | 27,74 %  | 308 688                 | 27,95 %  |
| Уйгури        | 6 350                   | 0,89 %   | 9 420                   | 1,00 %   | 11 181                  | 1,01 %   |
| Турки         | 5 883                   | 0,83 %   | 9 215                   | 0,98 %   | 10 934                  | 0,99 %   |
| Таджики       | 4 376                   | 0,61 %   | 5 443                   | 0,58 %   | 6 711                   | 0,61 %   |
| Азербайджанці | 5 660                   | 0,79 %   | 2 875                   | 0,30 %   | 3 224                   | 0,29 %   |
| Росіяни       | 8 501                   | 1,19 %   | 2 721                   | 0,29 %   | 1 552                   | 0,14 %   |
| Татари        | 3 616                   | 0,51 %   | 1 955                   | 0,21 %   | 1 337                   | 0,12 %   |
| Дунгани       | 509                     | 0,07 %   | 676                     | 0,07 %   | 793                     | 0,07 %   |
| Казахи        | 504                     | 0,07 %   | 572                     | 0,06 %   | 493                     | 0,04 %   |
| Курди         | 335                     | 0,05 %   | 280                     | 0,03 %   | 287                     | 0,03 %   |
| Хемшили       | …                       | …        | 306                     | 0,03 %   | 277                     | 0,03 %   |
| Туркмени      | 85                      | 0,01 %   | 22                      | 0,00 %   | 133                     | 0,01 %   |
| Українці      | 1 625                   | 0,23 %   | 360                     | 0,04 %   | 126                     | 0,01 %   |
| Китайці       | 1                       | 0,00 %   | 1                       | 0,00 %   | 100                     | 0,01 %   |
| Башкири       | 279                     | 0,04 %   | 132                     | 0,01 %   | 73                      | 0,01 %   |
| Корейці       | 156                     | 0,02 %   | 49                      | 0,01 %   | 47                      | 0,00 %   |
| Балкарці      | 122                     | 0,02 %   | 7                       | 0,00 %   | 32                      | 0,00 %   |
| Чеченці       | 61                      | 0,01 %   | 30                      | 0,00 %   | 16                      | 0,00 %   |
| Німці         | 83                      | 0,01 %   | 12                      | 0,00 %   | 15                      | 0,00 %   |
| Каракалпаки   | 9                       | 0,00 %   | 10                      | 0,00 %   | 15                      | 0,00 %   |
| Турки         | 0                       | 0,00 %   | 54                      | 0,01 %   | 13                      | 0,00 %   |
| Болгари       | 5                       | 0,00 %   | 27                      | 0,00 %   | 11                      | 0,00 %   |
| Вірмени       | 445                     | 0,06 %   | 15                      | 0,00 %   | 10                      | 0,00 %   |
| Чуваші        | 50                      | 0,01 %   | 31                      | 0,00 %   | 7                       | 0,00 %   |
| інші          | 518                     | 0,07 %   | 155                     | 0,02 %   | 137                     | 0,02 %   |

## Керівництво Ошської області

### Голови облвиконкому
1. Сайдалієв Шералі (листопад 1939 — 1940)
2. Утбосаров Набіжон (1940 — лютий 1944)
3. Іманалієв Шадикан (лютий 1944 — лютий 1945)
4. Качкеєв Кадиркул (1945 — 1950)
5. Прімов Бозулан (1950 — 1954)
6. Балтагулов Тюрегельді Балтагулович (1954 — 1955)
7. Медетбеков Раїмкан (1955 — 1958)
8. Балтагулов Тюрегельді Балтагулович (січень 1959 — 1960)
9. Суюмбаєв Ахматбек Суттубайович (1960 — 1962)
10. Капустян Іван Ксенофонтович (1962 — січень 1963)
11. Капустян Іван Ксенофонтович (сільський) (січень 1963 — грудень 1964)
12. Садибакасов Кемель Аманович (промисловий) (січень 1963 — грудень 1964)
13. Капустян Іван Ксенофонтович (грудень 1964 — січень 1966)
14. Кошоєв Темірбек Кудайбергенович (1966 — 1978)
15. Чепелєв Микола Михайлович (1987 — 1989)
16. Бекболотов Женішбек (1989 — 1990)
17. Ісабоєв Абдушукур (1990 — 1991)

### Голови обласної ради
1. Сидиков Усен Сидикович (1990 — 1991)

### 1-і секретарі обкому КП Киргизії
1. Колосов Петро Іванович (листопад 1939 — 1943)
2. Зайцев Сергій Іванович (1943 — 1944)
3. Нарожний Микола Григорович (1944 — 1950)
4. Іманалієв Абулмаджин (1950 — 1952)
5. Тойгомбаєв Джаманкул (вересень 1952 — серпень 1955)
6. Яковлєв Борис Павлович (серпень 1955 — березень 1958)
7. Абдикулов Медербек (1958 — 1960)
8. Балтагулов Тюрегельді Балтагулович (1960 — 1962)
9. Суюмбаєв Ахматбек Суттубайович (1962 — січень 1963)
10. Суюмбаєв Ахматбек Суттубайович (сільський) (січень 1963 — грудень 1964)
11. Чупров Федір Михайлович (промисловий) (січень 1963 — грудень 1964)
12. Суюмбаєв Ахматбек Суттубайович (грудень 1964 — 1968)
13. Ібраїмов Султан Ібраїмович (1968 — 1978)
14. Кошоєв Темірбек Кудайбергенович (1978 — січень 1981)
15. Макаренко В'ячеслав Олександрович (січень 1981 — червень 1981)
16. Кульматов Ренат Сатарович (червень 1981 — квітень 1990)
17. Сидиков Усен Сидикович (квітень 1990 — квітень 1991)
18. Капаров Мірза Кулматович (квітень 1991 — серпень 1991)